# (2831) Stevin
(2831) Stevin ist ein Asteroid des Hauptgürtels, der am 17. September 1930 vom niederländischen Astronomen Hendrik van Gent in Johannesburg entdeckt wurde.
Der Asteroid trägt den Namen des flämischen Naturwissenschaftlers Simon Stevin.